# Sarah Bernhardt

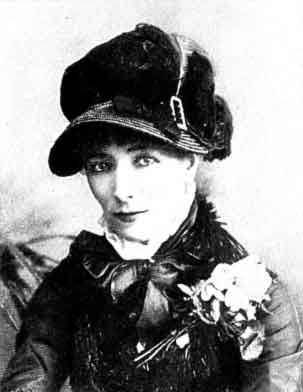
Sarah Bernhardt în 1877

Mormântul lui Sarah Bernhardt în Cimitirul Père-Lachaise din Paris

Sarah Bernhardt (n. 22/23 octombrie 1844, Paris, Franța - d. 26 martie 1923, Paris) a fost o renumită actriță franceză, pe numele său real Henriette-Rosine Bernard.
Fiica nelegitimă a unei curtezane, a fost încurajată să urmeze o carieră artistică de către unul dintre amanții mamei sale, ducele de Morny. După o scurtă apariție la Comedia Franceză (1862-1863), a intrat în trupa teatrului Odeon (1866-1872) unde a jucat în Kean, de Alexandre Dumas (tatăl), și în Ruy Blas, de Victor Hugo, fermecând publicul cu „vocea ei de aur". Revenind la Comedia Franceză (1872-1880), Sarah Bernhardt a jucat în Fedra (Phedre) de Jean Racine, obținând un mare succes la Paris și Londra. 
În 1880 și-a înființat propria companie de teatru și a făcut un turneu în jurul lumii cu Dama cu camelii (La Dame aux camélias) de Alexandre Dumas fiul, Adrienne Lecouvreur de Eugene Scribe, patru piese scrise special pentru ea de Victorien Sardou și "Puiul de vultur" (L'Aiglon) de Edmond Rostand.
În 1879 Sarah Bernard i-a invitat pe marii noștri actori Aristizza Romanescu și Grigore Manolescu  la Paris, ca bursieri ai Comedie Franceze. 
După un accident suferit la un picior, care a dus la amputarea acestuia (în 1915), a purtat o proteză de lemn și a jucat roluri în care putea să stea așezată cât mai mult.
A fost una dintre cele mai cunoscute figuri din istoria scenei franceze, fapt pentru care a primit Legiunea de Onoare în 1914.